# Sir Safety Umbria Volley Perugia 2024-2025
Questa voce raccoglie le informazioni riguardanti la Sir Safety Umbria Volley Perugia nelle competizioni ufficiali della stagione 2024-2025.

## Stagione
Nella stagione 2024-25 la Sir Safety Umbria Volley Perugia assume la denominazione sponsorizzata di Sir Susa Vim Perugia nelle competizioni nazionali e Sir Sicoma Monini Perugia in quelle internazionali.
La vittoria della Coppa Italia 2023-24 qualifica la squadra di Perugia alla Supercoppa italiana: vince la competizione per la sesta volta, la terza consecutiva, superando la You Energy e la Trentino rispettivamente nelle semifinali e in finale.
Partecipa per la tredicesima volta alla Superlega: chiude la regular season di campionato al secondo posto in classifica, accedendo ai play-off scudetto: sconfitta nella serie delle semifinali dalla Lube, chiude il torneo al terzo posto, aggiudicandosi la serie finale per il terzo posto contro la You Energy.
A seguito del primo posto in classifica al termine del girone di andata di campionato, si qualifica per la Coppa Italia: esce dalla competizione nelle semifinali a seguito della sconfitta contro il Verona.
I risultati della stagione precedente permettono alla Sir Safety Perugia di disputare la Champions League: il primo posto in classifica nel proprio raggruppamento nella fase a gironi permette l'accesso alla fase a eliminazione diretta dove supera nei quarti di finale il Milano, in semifinale l'Halkbank e in finale il Warta Zawiercie, laureandosi per la prima volta campione d'Europa.

## Organigramma societario
Area direttiva
- Presidente: Gino Sirci
- Vicepresidente: Maurizio Sensi
- Segreteria generale: Rosanna Rosati
- Direttore generale: Benedetto Rizzuto
- Direttore sportivo: Goran Vujević
- Dirigente: Egeo Baldassarri
- Logistica: Piero Bizzarri
- Responsabile CEV: Goran Vujević
- Court manager: Fabrizio Pampanelli

Area tecnica
- Allenatore: Angelo Lorenzetti
- Allenatore in seconda: Massimiliano Giaccardi
- Assistente allenatore: Andrea Piacentini
- Scout man: Patrick Bandini
- Responsabile settore giovanile: Andrea Piacentini

Area comunicazione
- Ufficio stampa: Elena Ballarani
- Relazioni esterne: Rosanna Rosati
- Social media manager: Francesco Biancalana
- Fotografo: Michele Benda

Area marketing
- Ufficio marketing: Maurizio Sensi, Giulia Pistocchi (dal 21 novembre 2024)
- Biglietteria: Luca Ciambrusco
- Merchandising: Federica Casiraghi

Area sanitaria
- Staff medico: Giuseppe Sabatino, Elmo Mannarino, Marco Pellegrino
- Preparatore atletico: Sebastian Carotti
- Fisioterapista: Giulio Leonardi, Francesco Zappelli
- Massaggiatore: Emilio Giusti
- Radiologo: Corrado Malaspina
- Osteopata: Franco Rapalli (dal 18 novembre 2024)
- Consulente ortopedico: Auro Caraffa
- Dermatologo: Stefano Caraffini

## Rosa
| N° | Nome                  | Ruolo | Data di nascita  | Nazionalità sportiva |
| -- | --------------------- | ----- | ---------------- | -------------------- |
| 1  | Alessandro Piccinelli | L     | 30 gennaio 1997  | Italia               |
| 2  | Davide Candellaro     | C     | 7 giugno 1989    | Italia               |
| 3  | Francesco Zoppellari  | P     | 27 maggio 1997   | Italia               |
| 5  | Nicola Cianciotta     | S     | 8 aprile 2001    | Italia               |
| 6  | Simone Giannelli      | P     | 9 agosto 1996    | Italia               |
| 7  | Jesús Herrera         | O     | 4 aprile 1995    | Cuba                 |
| 8  | Agustín Loser         | C     | 12 ottobre 1997  | Argentina            |
| 10 | Wassim Ben Tara       | O     | 3 agosto 1996    | Tunisia              |
| 11 | Sebastián Solé        | C     | 12 giugno 1991   | Italia               |
| 12 | Łukasz Usowicz        | C     | 13 agosto 1997   | Polonia              |
| 13 | Massimo Colaci        | L     | 21 febbraio 1985 | Italia               |
| 14 | Yūki Ishikawa         | S     | 11 dicembre 1995 | Giappone             |
| 16 | Kamil Semeniuk        | S     | 16 luglio 1996   | Polonia              |
| 17 | Oleh Plotnyc'kyj      | S     | 5 giugno 1997    | Ucraina              |
| 19 | Roberto Russo         | C     | 23 febbraio 1997 | Italia               |

## Mercato
| Acquisti                               | Acquisti              | Acquisti           | Acquisti   |
| R.                                     | Nome                  | da                 | Modalità   |
| -------------------------------------- | --------------------- | ------------------ | ---------- |
| S                                      | Nicola Cianciotta     | New Mater          | definitivo |
| S                                      | Yūki Ishikawa         | Powervolley Milano | definitivo |
| C                                      | Agustín Loser         | Powervolley Milano | definitivo |
| L                                      | Alessandro Piccinelli | Cisterna           | definitivo |
| P                                      | Francesco Zoppellari  | Padova             | definitivo |
| Trasferimenti nel corso della stagione |                       |                    |            |
| C                                      | Łukasz Usowicz        | Katowice           | definitivo |

| Cessioni | Cessioni           | Cessioni       | Cessioni   |
| R.       | Nome               | a              | Modalità   |
| -------- | ------------------ | -------------- | ---------- |
| C        | Flávio Gualberto   | Trentino       | definitivo |
| S        | Tim Held           | Prisma Taranto | definitivo |
| S        | Wilfredo León      | LKPS           | definitivo |
| P        | Gregor Ropret      | Asseco Resovia | definitivo |
| L        | Alessandro Toscani | Padova         | definitivo |

## Risultati

### Superlega

#### Girone di andata
| 1ª giornata - 29 settembre 2024 PalaEvangelisti, Perugia | Sir Safety Perugia | 3 - 0 | Verona             | 29-27, 25-22, 25-21               |
| 2ª giornata - 6 ottobre 2024 PalaSanLazzaro, Padova      | Padova             | 2 - 3 | Sir Safety Perugia | 23-25, 25-23, 25-21, 24-26, 10-15 |
| 3ª giornata - 12 ottobre 2024 PalaPanini, Modena         | Modena             | 0 - 3 | Sir Safety Perugia | 23-25, 19-25, 21-25               |
| 4ª giornata - 20 ottobre 2024 PalaEvangelisti, Perugia   | Sir Safety Perugia | 3 - 1 | Cisterna           | 19-25, 25-15, 25-16, 25-18        |
| 5ª giornata - 27 ottobre 2024 PalaTrento, Trento         | Trentino           | 1 - 3 | Sir Safety Perugia | 25-19, 22-25, 24-26, 19-25        |
| 6ª giornata - 3 novembre 2024 PalaEvangelisti, Perugia   | Sir Safety Perugia | 3 - 2 | Lube               | 21-25, 25-27, 25-18, 25-18, 15-12 |
| 7ª giornata - 10 novembre 2024 PalaMazzola, Taranto      | Prisma Taranto     | 0 - 3 | Sir Safety Perugia | 18-25, 14-25, 29-31               |
| 8ª giornata - 16 novembre 2024 PalaEvangelisti, Perugia  | Sir Safety Perugia | 3 - 0 | M&G                | 25-8, 25-17, 25-17                |
| 9ª giornata - 24 novembre 2024 Forum di Milano, Assago   | Powervolley Milano | 1 - 3 | Sir Safety Perugia | 25-19, 20-25, 28-30, 15-25        |
| 10ª giornata - 1º dicembre 2024 Arena di Monza, Monza    | Milano             | 1 - 3 | Sir Safety Perugia | 27-25, 15-25, 17-25, 20-25        |
| 11ª giornata - 8 dicembre 2024 PalaEvangelisti, Perugia  | Sir Safety Perugia | 3 - 2 | You Energy         | 25-19, 25-23, 22-25, 17-25, 15-9  |

#### Girone di ritorno
| 12ª giornata - 15 dicembre 2024 PalaOlimpia, Verona                      | Verona             | 2 - 3 | Sir Safety Perugia | 19-25, 25-23, 20-25, 25-22, 7-15  |
| 13ª giornata - 22 dicembre 2024 PalaEvangelisti, Perugia                 | Sir Safety Perugia | 3 - 1 | Padova             | 23-25, 25-21, 25-19, 25-21        |
| 14ª giornata - 26 dicembre 2024 PalaEvangelisti, Perugia                 | Sir Safety Perugia | 3 - 0 | Modena             | 25-22, 27-25, 25-21               |
| 15ª giornata - 5 gennaio 2025 Palazzetto dello Sport, Cisterna di Latina | Cisterna           | 0 - 3 | Sir Safety Perugia | 11-25, 20-25, 23-25               |
| 16ª giornata - 12 gennaio 2025 PalaEvangelisti, Perugia                  | Sir Safety Perugia | 2 - 3 | Trentino           | 25-20, 20-25, 25-18, 21-25, 22-24 |
| 17ª giornata - 19 gennaio 2025 PalaCivitanova, Civitanova Marche         | Lube               | 3 - 1 | Sir Safety Perugia | 23-25, 29-27, 25-22, 25-16        |
| 18ª giornata - 2 febbraio 2025 PalaEvangelisti, Perugia                  | Sir Safety Perugia | 3 - 0 | Prisma Taranto     | 25-13, 25-16, 25-22               |
| 19ª giornata - 9 febbraio 2025 Palasport, Porto San Giorgio              | M&G                | 1 - 3 | Sir Safety Perugia | 17-25, 25-23, 16-25, 23-25        |
| 20ª giornata - 16 febbraio 2025 PalaEvangelisti, Perugia                 | Sir Safety Perugia | 3 - 1 | Powervolley Milano | 25-22, 23-25, 25-22, 25-19        |
| 21ª giornata - 23 febbraio 2025 PalaEvangelisti, Perugia                 | Sir Safety Perugia | 3 - 1 | Milano             | 28-26, 23-25, 25-17, 25-16        |
| 22ª giornata - 2 marzo 2025 PalaBanca, Piacenza                          | You Energy         | 1 - 3 | Sir Safety Perugia | 19-25, 16-25, 27-25, 14-25        |

#### Play-off scudetto
| Quarti di finale (gara 1) - 8 marzo 2025 PalaEvangelisti, Perugia      | Sir Safety Perugia | 3 - 1 | Modena             | 23-25, 32-30, 25-22, 25-18        |
| Quarti di finale (gara 2) - 16 marzo 2025 PalaPanini, Modena           | Modena             | 0 - 3 | Sir Safety Perugia | 21-25, 26-28, 15-25               |
| Quarti di finale (gara 3) - 23 marzo 2025 PalaEvangelisti, Perugia     | Sir Safety Perugia | 3 - 1 | Modena             | 25-17, 25-22, 18-25, 25-22        |
| Semifinali (gara 1) - 5 aprile 2025 PalaEvangelisti, Perugia           | Sir Safety Perugia | 3 - 0 | Lube               | 25-22, 25-19, 25-22               |
| Semifinali (gara 2) - 12 aprile 2025 PalaCivitanova, Civitanova Marche | Lube               | 2 - 3 | Sir Safety Perugia | 21-25, 25-18, 23-25, 25-21, 10-15 |
| Semifinali (gara 3) - 16 aprile 2025 PalaEvangelisti, Perugia          | Sir Safety Perugia | 2 - 3 | Lube               | 23-25, 25-20, 28-30, 25-22, 14-16 |
| Semifinali (gara 4) - 20 aprile 2025 PalaCivitanova, Civitanova Marche | Lube               | 3 - 0 | Sir Safety Perugia | 25-23, 25-20, 25-21               |
| Semifinali (gara 4) - 24 aprile 2025 PalaEvangelisti, Perugia          | Sir Safety Perugia | 1 - 3 | Lube               | 29-27, 19-25, 17-25, 22-25        |
| Finale 3º posto (gara 1) - 29 aprile 2025 PalaEvangelisti, Perugia     | Sir Safety Perugia | 3 - 1 | You Energy         | 37-35, 25-18, 19-25, 25-18        |
| Finale 3º posto (gara 2) - 3 maggio 2025 PalaBanca, Piacenza           | You Energy         | 2 - 3 | Sir Safety Perugia | 25-21, 21-25, 25-21, 17-25, 18-20 |

### Coppa Italia
| Quarti di finale - 29 dicembre 2024 PalaEvangelisti, Perugia   | Sir Safety Perugia | 3 - 0 | Modena | 25-20, 27-25, 25-22               |
| Semifinali - 25 gennaio 2025 Unipol Arena, Casalecchio di Reno | Sir Safety Perugia | 2 - 3 | Verona | 25-22, 28-26, 14-25, 19-25, 12-15 |

### Supercoppa italiana
| Semifinali - 21 settembre 2024 Palazzo Wanny, Firenze Durata: 1h:56 - Spettatori: 3 700 | Sir Safety Perugia | 3 - 1 | You Energy | 25-22, 23-25, 25-20, 25-21       |
| Finale - 22 settembre 2024 Palazzo Wanny, Firenze                                       | Sir Safety Perugia | 3 - 2 | Trentino   | 25-18, 19-25, 15-25, 25-17, 15-9 |

### Champions League

#### Fase a gironi
| 1ª giornata - 13 novembre 2024 PalaEvangelisti, Perugia         | Sir Safety Perugia | 3 - 0 | České Budějovice   | 25-16, 25-23, 25-22               |
| 2ª giornata - 19 novembre 2024 Salle La Soucoupe, Saint-Nazaire | Saint-Nazaire      | 0 - 3 | Sir Safety Perugia | 17-25, 20-25, 13-25               |
| 3ª giornata - 4 dicembre 2024 Başkent Voleybol Salonu, Ankara   | Halkbank           | 0 - 3 | Sir Safety Perugia | 20-25, 27-29, 23-25               |
| 4ª giornata - 19 dicembre 2024 PalaEvangelisti, Perugia         | Sir Safety Perugia | 3 - 0 | Saint-Nazaire      | 25-21, 25-23, 25-23               |
| 5ª giornata - 16 gennaio 2025 Sportovní Hala, České Budějovice  | České Budějovice   | 0 - 3 | Sir Safety Perugia | 25-27, 22-25, 16-25               |
| 6ª giornata - 29 gennaio 2025 PalaEvangelisti, Perugia          | Sir Safety Perugia | 2 - 3 | Halkbank           | 26-28, 25-14, 25-15, 18-25, 12-15 |

#### Fase a eliminazione diretta
| Quarti di finale (andata) - 11 marzo 2025 Arena di Monza, Monza     | Milano             | 1 - 3 | Sir Safety Perugia | 25-19, 16-25, 17-25, 25-27        |
| Quarti di finale (ritorno) - 20 marzo 2025 PalaEvangelisti, Perugia | Sir Safety Perugia | 3 - 1 | Milano             | 25-18, 23-25, 25-14, 31-29        |
| Semifinali - 16 maggio 2025 Atlas Arena, Łódź                       | Sir Safety Perugia | 3 - 0 | Halkbank           | 25-23, 25-23, 25-22               |
| Finale - 18 maggio 2025 Atlas Arena, Łódź                           | Warta Zawiercie    | 2 - 3 | Sir Safety Perugia | 22-25, 22-25, 25-20, 25-22, 10-15 |

## Statistiche

### Statistiche di squadra
| Competizione        | Punti | In casa | In casa | In casa | In trasferta | In trasferta | In trasferta | Totale | Totale | Totale |
| Competizione        | Punti | G       | V       | P       | G            | V            | P            | G      | V      | P      |
| ------------------- | ----- | ------- | ------- | ------- | ------------ | ------------ | ------------ | ------ | ------ | ------ |
| Superlega           | 57    | 17      | 14      | 3       | 15           | 13           | 2            | 32     | 27     | 5      |
| Coppa Italia        | -     | 1       | 1       | 0       | 0            | 0            | 0            | 2      | 1      | 1      |
| Supercoppa italiana | -     | -       | -       | -       | -            | -            | -            | 2      | 2      | 0      |
| Champions League    | 16    | 4       | 3       | 1       | 4            | 4            | 0            | 10     | 9      | 1      |
| Totale              | -     | 22      | 18      | 4       | 19           | 17           | 2            | 46     | 39     | 7      |

G = partite giocate; V = partite vinte; P = partite perse

### Statistiche dei giocatori
| Giocatore      | Superlega | Superlega | Superlega | Superlega | Superlega | Coppa Italia | Coppa Italia | Coppa Italia | Coppa Italia | Coppa Italia | Supercoppa italiana | Supercoppa italiana | Supercoppa italiana | Supercoppa italiana | Supercoppa italiana | Champions League | Champions League | Champions League | Champions League | Champions League | Totale | Totale | Totale | Totale | Totale |
| Giocatore      | P         | PT        | AV        | MV        | BV        | P            | PT           | AV           | MV           | BV           | P                   | PT                  | AV                  | MV                  | BV                  | P                | PT               | AV               | MV               | BV               | P      | PT     | AV     | MV     | BV     |
| -------------- | --------- | --------- | --------- | --------- | --------- | ------------ | ------------ | ------------ | ------------ | ------------ | ------------------- | ------------------- | ------------------- | ------------------- | ------------------- | ---------------- | ---------------- | ---------------- | ---------------- | ---------------- | ------ | ------ | ------ | ------ | ------ |
| W. Ben Tara    | 31        | 436       | 350       | 46        | 40        | 2            | 19           | 15           | 3            | 1            | 2                   | 29                  | 21                  | 3                   | 5                   | 9                | 124              | 105              | 8                | 11               | 44     | 608    | 491    | 60     | 57     |
| D. Candellaro  | 3         | 1         | 1         | 0         | 0         | -            | -            | -            | -            | -            | 0                   | 0                   | 0                   | 0                   | 0                   | 2                | 2                | 1                | 1                | 0                | 5      | 3      | 2      | 1      | 0      |
| N. Cianciotta  | 19        | 3         | 2         | 0         | 1         | 2            | 1            | 1            | 0            | 0            | 2                   | 0                   | 0                   | 0                   | 0                   | 5                | 2                | 0                | 0                | 2                | 28     | 6      | 3      | 0      | 3      |
| M. Colaci      | 32        | 0         | 0         | 0         | 0         | 2            | 0            | 0            | 0            | 0            | 2                   | 0                   | 0                   | 0                   | 0                   | 10               | 0                | 0                | 0                | 0                | 46     | 0      | 0      | 0      | 0      |
| S. Giannelli   | 30        | 144       | 65        | 46        | 33        | 2            | 5            | 4            | 0            | 1            | 2                   | 11                  | 5                   | 5                   | 1                   | 10               | 30               | 14               | 8                | 8                | 44     | 190    | 88     | 59     | 43     |
| J. Herrera     | 32        | 69        | 53        | 2         | 14        | 2            | 8            | 8            | 0            | 0            | 1                   | 1                   | 1                   | 0                   | 0                   | 9                | 34               | 28               | 2                | 4                | 44     | 112    | 90     | 4      | 18     |
| Y. Ishikawa    | 30        | 258       | 225       | 13        | 20        | 2            | 25           | 22           | 1            | 2            | 2                   | 32                  | 28                  | 2                   | 2                   | 9                | 139              | 129              | 4                | 6                | 43     | 454    | 404    | 20     | 30     |
| A. Loser       | 31        | 257       | 174       | 63        | 20        | 2            | 17           | 14           | 2            | 1            | 2                   | 17                  | 13                  | 3                   | 1                   | 10               | 82               | 49               | 26               | 7                | 45     | 373    | 250    | 94     | 29     |
| A. Piccinelli  | 12        | 0         | 0         | 0         | 0         | 1            | 0            | 0            | 0            | 0            | 0                   | 0                   | 0                   | 0                   | 0                   | 5                | 0                | 0                | 0                | 0                | 18     | 0      | 0      | 0      | 0      |
| O. Plotnyc'kyj | 28        | 370       | 268       | 27        | 75        | 1            | 11           | 7            | 2            | 2            | 1                   | 3                   | 2                   | 1                   | 0                   | 8                | 86               | 69               | 7                | 10               | 38     | 470    | 346    | 37     | 87     |
| R. Russo       | 15        | 99        | 59        | 28        | 12        | 1            | 13           | 10           | 3            | 0            | 2                   | 14                  | 11                  | 3                   | 0                   | 3                | 14               | 11               | 3                | 0                | 21     | 140    | 91     | 37     | 12     |
| K. Semeniuk    | 32        | 329       | 261       | 27        | 41        | 2            | 12           | 12           | 0            | 0            | 2                   | 25                  | 21                  | 2                   | 2                   | 8                | 69               | 58               | 4                | 7                | 44     | 435    | 352    | 33     | 50     |
| S. Solé        | 22        | 144       | 96        | 41        | 7         | 2            | 8            | 6            | 2            | 0            | -                   | -                   | -                   | -                   | -                   | 9                | 48               | 29               | 18               | 1                | 33     | 200    | 131    | 61     | 8      |
| Ł. Usowicz     | 2         | 0         | 0         | 0         | 0         | -            | -            | -            | -            | -            | -                   | -                   | -                   | -                   | -                   | 2                | 0                | 0                | 0                | 0                | 4      | 0      | 0      | 0      | 0      |
| F. Zoppellari  | 14        | 6         | 1         | 3         | 2         | -            | -            | -            | -            | -            | 0                   | 0                   | 0                   | 0                   | 0                   | 1                | 0                | 0                | 0                | 0                | 15     | 6      | 1      | 3      | 2      |

P = presenze; PT = punti totali; AV = attacchi vincenti; MV = muri vincenti; BV = battute vincenti